# كارين باربر (عالمة الإنسان)
كارين باربر (بالإنجليزية: Karin Barber)‏ هي عالمة الإنسان بريطانية، ولدت في 2 يوليو 1949.